# Josip Radanić
Josip Radanić je bio hrvatski iseljenik u Čileu. Rodom je s otoka Brača. Zbog njegovih velikih zasluga za razvitak grada Antofagaste čilska Trgovinska komora podigla mu je bakreni spomenik na trgu Coloon.